# 接官亭镇
接官亭镇，是中华人民共和国陕西省汉中市略阳县下辖的一个乡镇级行政单位。
2015年，陕西省民政厅批复同意撤销何家岩镇，并入接官亭镇。

## 行政区划
接官亭镇下辖以下地区：
接官亭村、蹇家坝村、亮马台村、麻柳铺村、腰庄村、林口村、何家岩社区、何家岩村、观音堂村、煎茶岭村、上院子村和西渠沟村。